# Дэйв (фильм)
«Дэйв» (англ. Dave) — американская политическая комедия режиссёра Айвана Райтмана по сценарию Гэри Росса.

## Сюжет
Дэйв Ковик (Кевин Клайн) — основатель и руководитель маленького рекрутингового агентства, симпатичный разведённый мужчина средних лет. Он очень похож на действующего президента США Билла Митчелла (он же), неплохо его пародирует и порой даже позволяет себе развлечь публику. За этим занятием его и обнаруживает Секретная служба, которой иногда требуются двойники, чтобы подстраховать президента страны.
Дэйв подменяет Билла Митчелла в концовке скучного официального обеда. От него требуется только показаться в окружении охраны, пройти через холл отеля и сесть в машину. Однако случается непредвиденное: улизнувший с мероприятия президент, развлекаясь со своей ассистенткой, получает обширный инсульт и впадает в кому.
Руководитель администрации Боб Александер (Фрэнк Ланджелла) и пресс-секретарь Алан Рид (Кевин Данн), засекретив происшедшее, уговаривают Дэйва «в интересах страны» задержаться в Белом доме. Жены президента они не опасаются — супруги Митчелл очень давно обитают в противоположных крыльях резиденции и практически не общаются. Но если Алан поначалу искренне пытается избежать политического кризиса, надеясь на скорое выздоровление Билла Митчелла, то Боб, опытный и хитрый коррумпированный политикан, намерен использовать актёрские способности столь удачно подвернувшегося двойника для сложной комбинации: по-быстрому подставить вице-президента (Бен Кингсли), свалив на него некоторые политические «грехи» Билла Митчелла, добиться его отрешения от должности и собственного утверждения на этом посту и, устранив «президента», то есть убрав из Белого дома Дэйва, стать президентом самому.
Боб не учёл только одного: Дэйву начали нравиться и сам процесс управления страной, и очаровательная и очень одинокая первая леди — Эллен Митчелл (Сигурни Уивер), которой он в конце концов открывается и неожиданно обретает союзницу. Да и сам Дэйв — человек ничуть не менее умный и решительный, чем Билл Митчелл, но куда более добрый и порядочный — всё больше нравится и первой леди, и стране.

## В ролях
- Кевин Клайн — Дэвид Ковик, владелец бюро по найму персонала / Уильям Гаррисон (Билл) Митчелл, президент США
- Сигурни Уивер — Эллен Митчелл, первая леди США
- Фрэнк Ланджелла — Роберт Александер, руководитель президентской администрации
- Кевин Данн — Алан Рид, пресс-секретарь Белого дома
- Винг Рэймс — Дуэйн Стивенсон, офицер Секретной службы
- Бен Кингсли — Гэри Нэнс, вице-президент США
- Джо Курода — премьер-министр Японии
- Рут Голдвей — министр образования США
- Пол Коллинз — министр финансов США
- Чарлз Гродин — Мюррей Блюм, старый друг Дэйва, бухгалтер-аудитор
- Фэйт Принс — Элис
- Лора Линни — Рэнди, любовница Билла Митчелла
- Том Дуган — Джерри
- Бонни Хант — гид по Белому дому
- Арнольд Шварценеггер — камео

В фильме в роли самих себя также снялись Джей Лено, Ларри Кинг и целый ряд американских сенаторов и конгрессменов, включая многолетнего спикера Палаты представителей Конгресса США Томаса О’Нила-младшего.
Полное имя персонажа Клайна выясняется в самом конце фильма, в сцене государственных похорон. В то же время оно несёт смысловую нагрузку, очевидную для американского, но нуждающуюся в разъяснении для российского зрителя. По ходу действия, из комментариев сенаторов, конгрессменов и журналистов, выясняется, что Билл Митчелл — президент от Демократической партии; действия Дэйва «в роли» Билла Митчелла демократы сдержанно хвалят, республиканцы же отчаянно ругают. Между тем родители, оказывается, назвали своего ребёнка в честь Уильяма Гаррисона, девятого президента США от партии вигов, ярых оппонентов демократов, не прославившегося на этом посту решительно ничем, кроме кратчайшего срока пребывания в должности (он умер через месяц после инаугурации). Так назвать сына могли только убеждённые, твердокаменные, «упёртые» республиканцы. Однако же Билл Митчелл стал демократом, более того, президентом от демократов — эта деталь биографии характеризует его более чем красноречиво, с точки зрения как самостоятельности и независимости мышления, так и гибкости и беспринципности практических действий.

## Награды и номинации
- Номинация на премию «Оскар» за лучший оригинальный сценарий (Гэри Росс).
- 2 номинации на премию «Золотой глобус».
- «Американская премия за достижения в жанре комедии» (Чарлз Гродин, лучшая мужская роль второго плана).